# The Man Who Won (film fra 1919)
The Man Who Won er en amerikansk stumfilm fra 1919 af Paul Scardon.

## Medvirkende
- Harry T. Morey som Christopher Keene
- Maurice Costello som Henry Longfield
- Betty Blythe som Barbara Le Moyne
- Bernard Siegel som Seymour
- Robert Gaillard som Dempsey